# 黑措根拉特
黑措根拉特（德語：Herzogenrath，發音：[ˌhɛʁtsoːɡn̩ˈʁaːt] ⓘ）是德国北莱茵-威斯特法伦州科隆行政区亚琛城市区的城市，面积33.38平方千米，2023年12月31日人口为47,071人。

## 黑措根拉特
黑措根拉特与以下城市结为友好城市：
- 羅馬尼亞 比斯特里察
- 法國 普莱兰